# ブルー・タートルの夢
ブルー・タートルの夢(The Dream of the Blue Turtles)は、スティングのアルバム。
ポリスが活動休止となり、翌1985年に発表されたこの作品は、ジャズやクラシックにおけるスティングの音楽的才能が如実に表現されている。また、ポリスのメンバーとしてではなく、世界の、時にポリスとは対照的な音楽を志向している事を証明しようとする欲求が垣間見える。アルバムには、冷戦を批判した「ラシアンズ」、「チルドレンズ・クルセイド」や「黒い傷あと」などのような強烈な政治的メッセージを含む曲もある。また、ソロ初ヒット曲「セット・ゼム・フリー」や、ポリス時代の曲をジャズ調にアレンジした「シャドウズ・イン・ザ・レイン」（オリジナルは、アルバム『ゼニヤッタ・モンダッタ』に収録）も収録されている。
このアルバムにジャズ界の大御所が参加しているのもあってか、ポリス時代から慣れ親しんだベースからギターにチェンジしている。ちなみにベースは、後述のようにダリル・ジョーンズが担当。

## 収録曲
1. セット・ゼム・フリー - If You Love Somebody Set Them Free - 4:14
2. ラヴ・イズ・ザ・セヴンス・ウェイヴ - Love Is the Seventh Wave - 3:30
3. ラシアンズ - Russians 3:57
4. チルドレンズ・クルセイド - Children's Crusade - 5:00
5. シャドウズ・イン・ザ・レイン - Shadows in the Rain - 4:56
6. 黒い傷あと - We Work the Black Seam - 5:40
7. コンシダー・ミー・ゴーン - Consider Me Gone - 4:21
8. ブルー・タートルの夢 - The Dream of the Blue Turtles - 1:15
9. バーボン・ストリートの月 - Moon Over Bourbon Street - 3:59
10. フォートレス・アラウンド・ユア・ハート - Fortress Around Your Heart - 4:48

収録曲のミュージック・ビデオは、MTVなどへの放映に向けて、元10ccのメンバーで映像作家であるゴドレイ&クレームが監督した。特に「セット・ゼム・フリー (If You Love Somebody Set Them Free)」 は傑作と云われている。また、アルバム制作の過程や並行して行われたツアーの様子を編集したメイキング・ビデオも同じく制作された。

## 参加ミュージシャン
- オマー・ハキム - ドラム
- ダリル・ジョーンズ - ベースギター
- ケニー・カークランド - キーボード
- ブランフォード・マルサリス - サクソフォーン